# MEKO-200T
MEKO-200T или (по-правилно) MEKO 200TN Track I е тип бойни фрегати, от който е построена серия от четири единици за ВМС на Турция. Серията е известна и като „клас Явуз“, по името на първия построен кораб от нея. Тя е част от серията MEKO 200TN и по-късно е последвана от още четири фрегати тип MEKO 200TN Track IIA или „клас Барбарос“.

## Причини за построяването
Решението за усилването на турския флот е взето от командването на НАТО в началото на 1980-те години, във връзка с нарасналата мощ на ВМС на Гърция, което създава предпоставки за конфликт между двете враждебно настроени членки на пакта. След като турското командване избира програмата, по която ще бъдат построени корабите, САЩ отпускат на Турция заем от 180 милиона долара, а Германия – 600 млн. марки. Избраната програма е немската MEKO (Mehrzveck Kontainerisiert – кораби със сменяеми системи), при която съдовете се строят чрез използването на готови модули на различните електронни и оръжейни системи. Договорът за построяването им е подписан на 29 декември 1982 г. и предвижда 2 от фрегатите да бъдат построени в Германия и 2 в Турция от създадения консорциум от 3 корабостроителни фирми – „Гьолджук аскера теранеси“ от турска страна и Blohm & Voss и Howaldswerke Deutschewerrft (HDW) от немска. Разработена е модулната конфигурация и проектът получава обозначението МЕКО-200Т (Т – Türkei, „Турция“). Със свои разработки и системи в проекта участват и Холандия и Швейцария, а част от въоръжението и електрониката са доставени от САЩ.

## Серията МЕКО-200Т (MEKO 200TN Track I)
| Кораб            | Патрон на кораба  | Производител                          | Заложен за строеж | Приет на въоръжение | Статус            |
| ---------------- | ----------------- | ------------------------------------- | ----------------- | ------------------- | ----------------- |
| F240 Явуз        | Селим I Явуз      | Blohm & Voss, Хамбург                 | 7 ноември 1985    | 17 юли 1987         | На активна служба |
| F241 Тургут Рейс | Тургут Рейс       | Howaldtswerke, Кил                    | 30 май 1986       | 4 фефруари 1988     | На активна служба |
| F 242 Фатих      | Мехмед II Фатих   | Корабостроителница Гьолджук, Гьолджук | 24 април 1987     | 22 юли 1988         | На активна служба |
| F243 Йълдъръм    | Баязид I Йълдъръм | Корабостроителница Гьолджук           | 22 юли 1988       | 21 юли 1989         | На активна служба |